# Parthenocissus quinquefolia

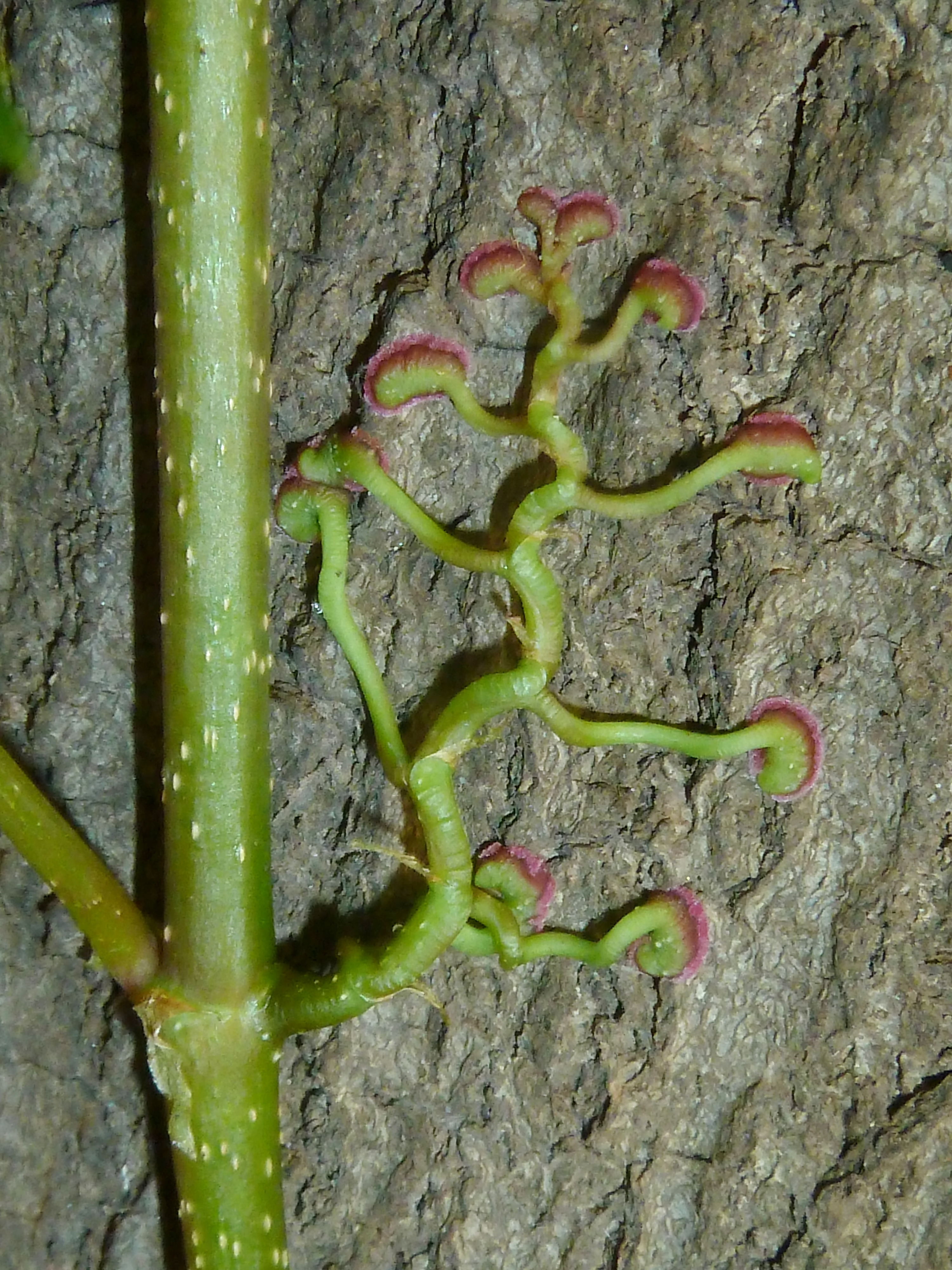
Gavinhas com almofadas adesivas de Parthenocissus quinquefolia.

Parthenocissus quinquefolia é uma espécie de plantas com flor trepadora da família Vitaceae, nativa da região centro-leste da América do Norte, desde o sueste do Canadá e o leste do Estados Unidos para oeste até Manitoba e Utah, e para sul até ao leste do México e Guatemala.

## Descrição
O nome genérico "Parthenocissus" é derivado do grego e significa "hera-virgem", enquanto o epíteto específico "quinquefolia" significa "com cinco folhas" (do latim "quinque" – "cinco" e "folia" – "folhagem", "folhas"), uma referência aos cinco folíolos das suas folhas palmadas. A espécie é conhecida pelos nomes comuns de vinha-virgem ou vinha-da-virgínia (em inglês na sua região de distribuição natural é conhecida por woodbine).
Parthenocissus quinquefolia é uma prolífica trepadeira lenhosa, decídua, que atinge alturas de 20 a 30 m quando encontra um suporte adequado. A espécie é capaz de escalar superfícies lisas usando pequenas gavinhas bifurcadas com pequenas almofadas fortemente adesivas com cerca de 5 mm de diâmetro.
As folhas são compostas, palmadas, com cinco folíolos (raramente três folíolos, particularmente em videiras mais jovens, e às vezes sete), unidos a partir de um ponto central no pedúnculo da folha, variando de 3 a 20 cm de comprimento (raramente com até 30 cm). Os folíolos têm margem dentada. A espécie é frequentemente confundida com Parthenocissus vitacea, que possui folhas similares, mas não apresenta as almofadas adesivas nas extremidades das gavinhas.
Na sua região nativa a espécie é por vezes confundida com Toxicodendron radicans (hera-venenosa), desta esoécie ter apenas três folíolos por folha e não os cinco da vinha-virgem.[carece de fontes?] Apesar das folhas de Parthenocissus quinquefolia serem desprovidas de urushiol (o tóxico presente na hera-venenosa), a seiva das folhas e caules contém ráfides (cristais de oxalato de cálcio em forma de agulha) que podem perfurar a pele e causar irritação e borbulhas em pessoas sensíveis.
As folhas tendem a ficar com coloração vermelho brilhante no outono, o que torna a planta atractiva para usos ornamentais, especialmente como cobertura de muros e paredes de edifícios.
As flores são pequenas e esverdeadas, agrupadas em minúsculos cachos, quase imperceptíveis no final da primavera, que amadurecem no final do verão ou início do outono dando origem a pequenas bagas preto-arroxeadas, duras, com 5 a 7 mm de diâmetro. As bagas contêm quantidades tóxicas de ácido oxálico e são conhecidas por causar danos aos rins e potencialmente a morte em humanos quando ingeridas. As bagas não são tóxicas para as aves e fornecem um importante fonte de alimento de inverno para muitas espécies de pássaros.

## Cultivo e usos
Parthenocissus quinquefolia é cultivada como planta ornamental por causa de sua capacidade de cobrir paredes e edifícios rapidamente, e da sua folhagem de vermelha no outono.
A espécie é frequentemente encontrada a recobrir árvores ou postes de telefone ou de elecricidade. Dada a sua densidade de folhas, pode matar as plantas que cobre ao sombrear excessivamente e assim limitar a capacidade das plantas de suporte de manter níveis adequados de fotossíntese. Com o seu crescimento agressivo, pode sobrecarregar árvores do sub-bosque que tenham crescimento mais lento com o seu peso, danificando-as. Sua capacidade de se propagar através de seu extenso sistema de raízes torna difícil a erradicação. Esta planta está listada como invasora em muitas regiões, sendo incentivados aqueles que a cultivam a tomarem muito cuidado com o maneio e com o descarte de material indesejado.
Parthenocissus quinquefolia pode ser usado como uma trepadeira de sombreamento para edifícios com paredes de alvenaria. Esta espécie, tal como a sua parente Parthenocissus tricuspidata, adere à superfície por discos em vez de emitir raízes penetrantes, não prejudicando assim a alvenaria, mantendo o edifício mais fresco ao sombrear a superfície da parede durante o verão. Tal como acontece com a hera, arrancar a planta da parede deixará os discos adesivos para trás. Se a planta se agarrar a superfícies frágeis, pode primeiro ser morta cortando a trepadeira na raiz. As almofadas adesivas irão eventualmente deteriorar-se e soltar-se. Esta planta deve ser aparada regularmente para evitar que cresça em áreas onde não é desejada. Se for permitido penetrar na parede de uma casa de madeira, ela crescerá para cima dentro da parede até encontrar um lugar para emergir.
As raízes podem penetrar em fundações de alvenaria de pedra e crescer sob o edifício, estendendo-se por longas distâncias em busca de humidade, podendo emergir e crescer ao longo de fissuras ou drenos.

## Galeria

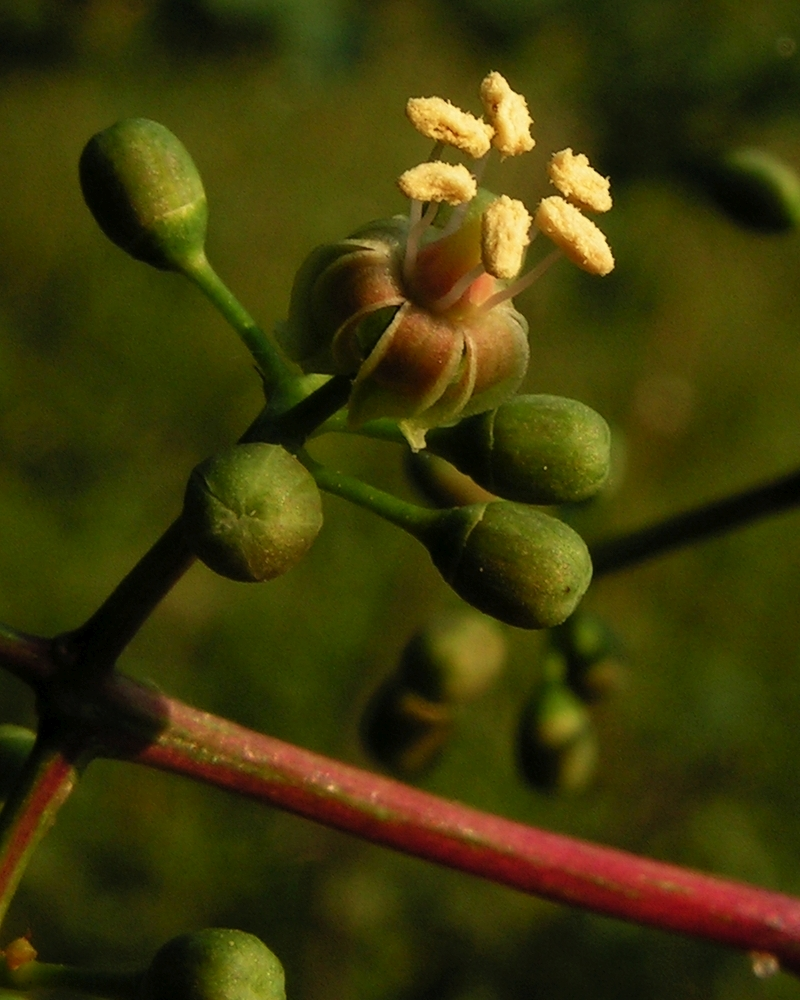
Flor
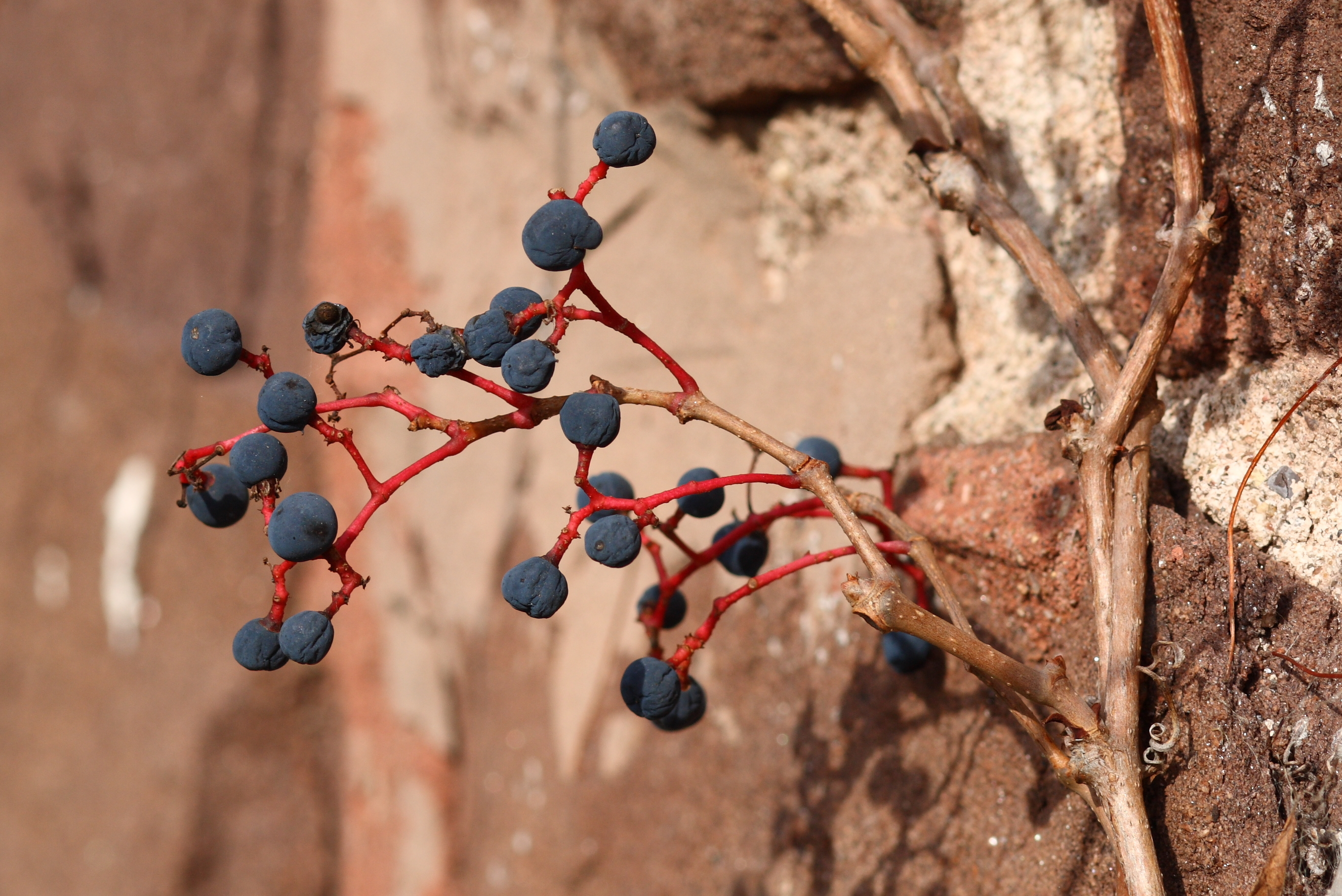
Bagas (após a queda das folhas).
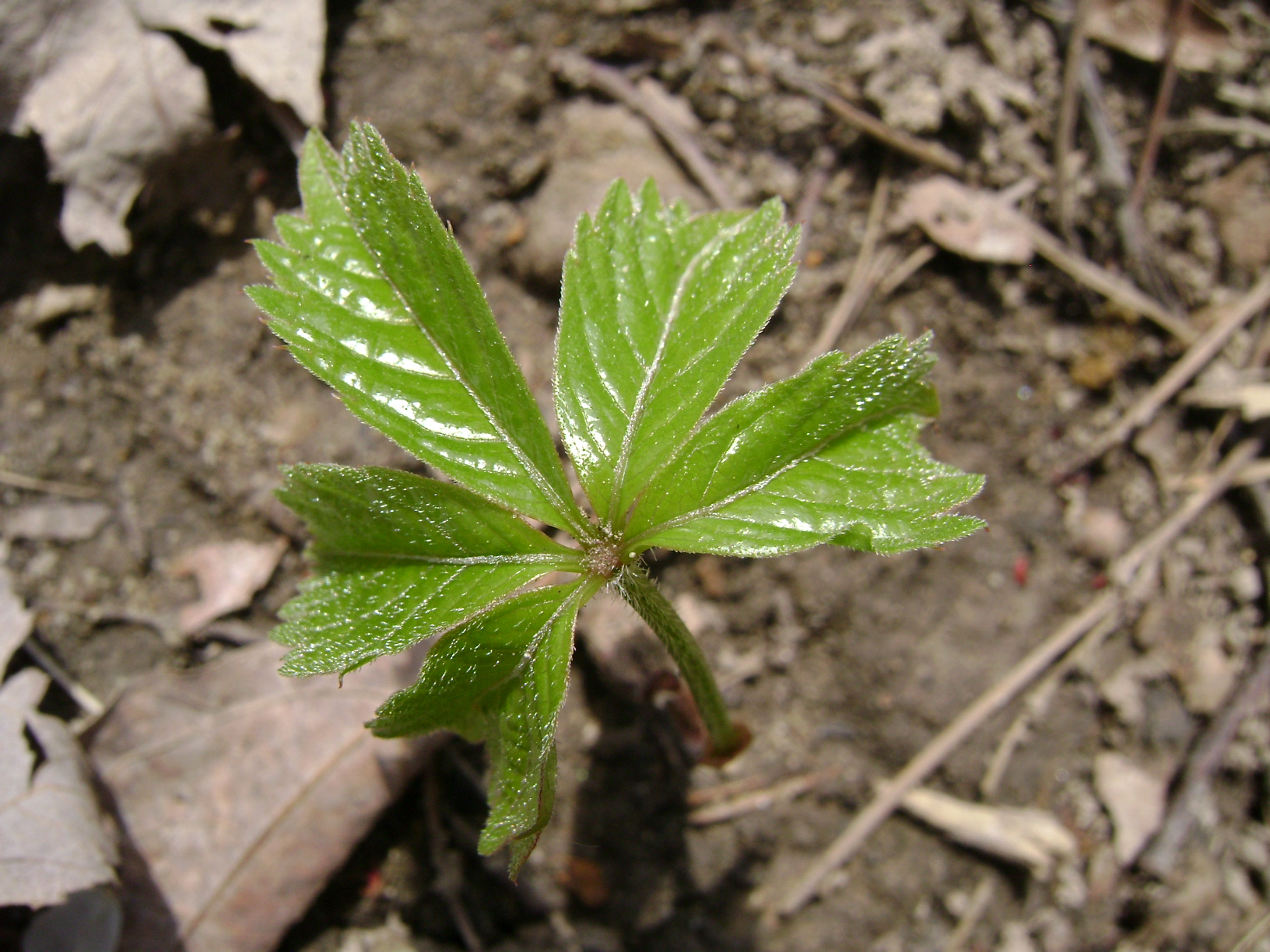
Folha juvenil.
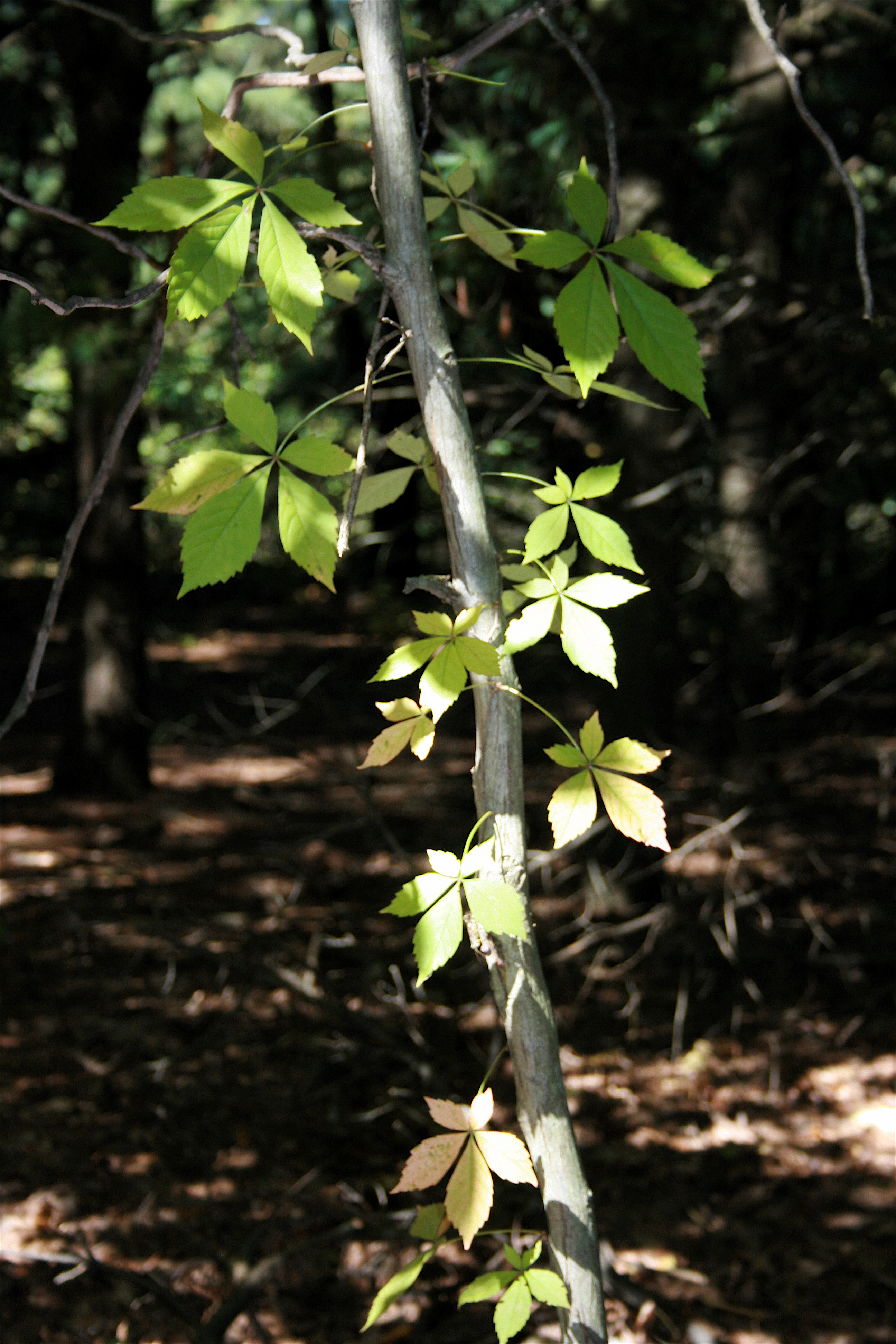
Trepadeira densa.
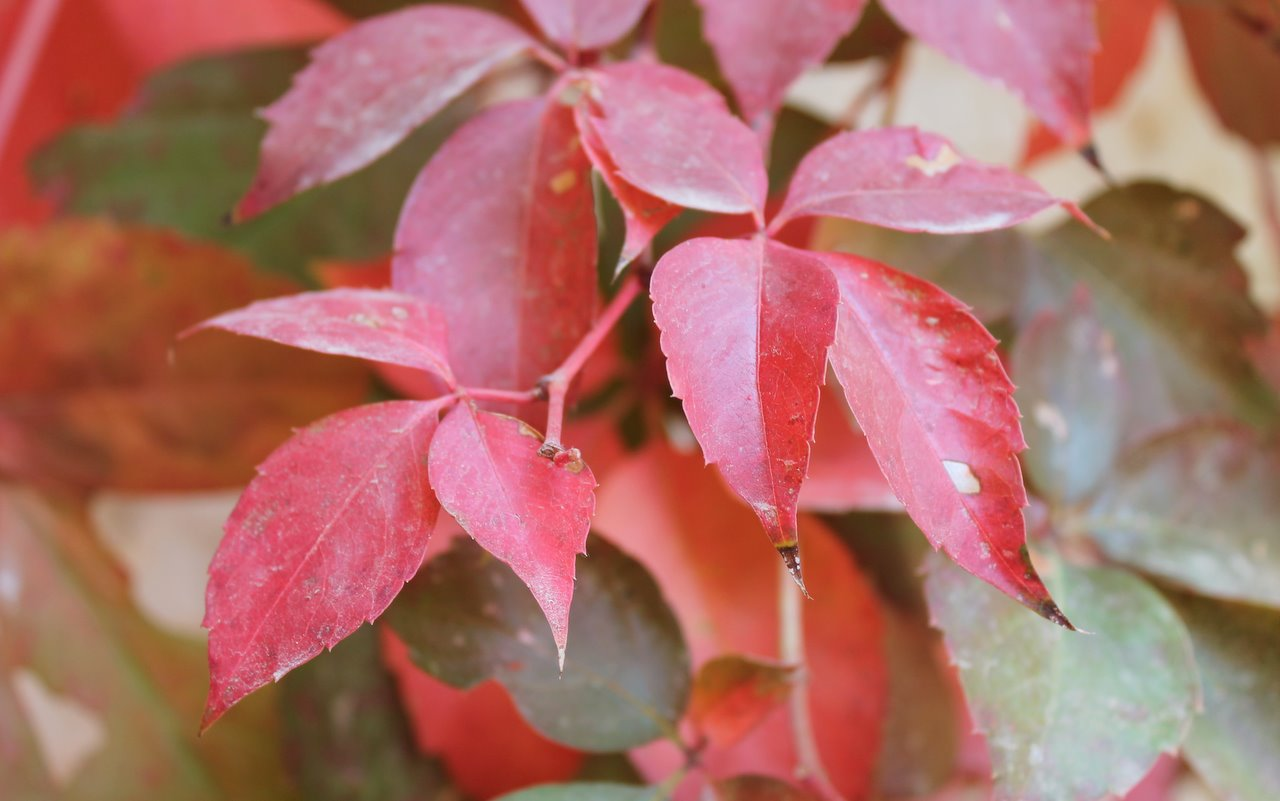
Coloração outunal
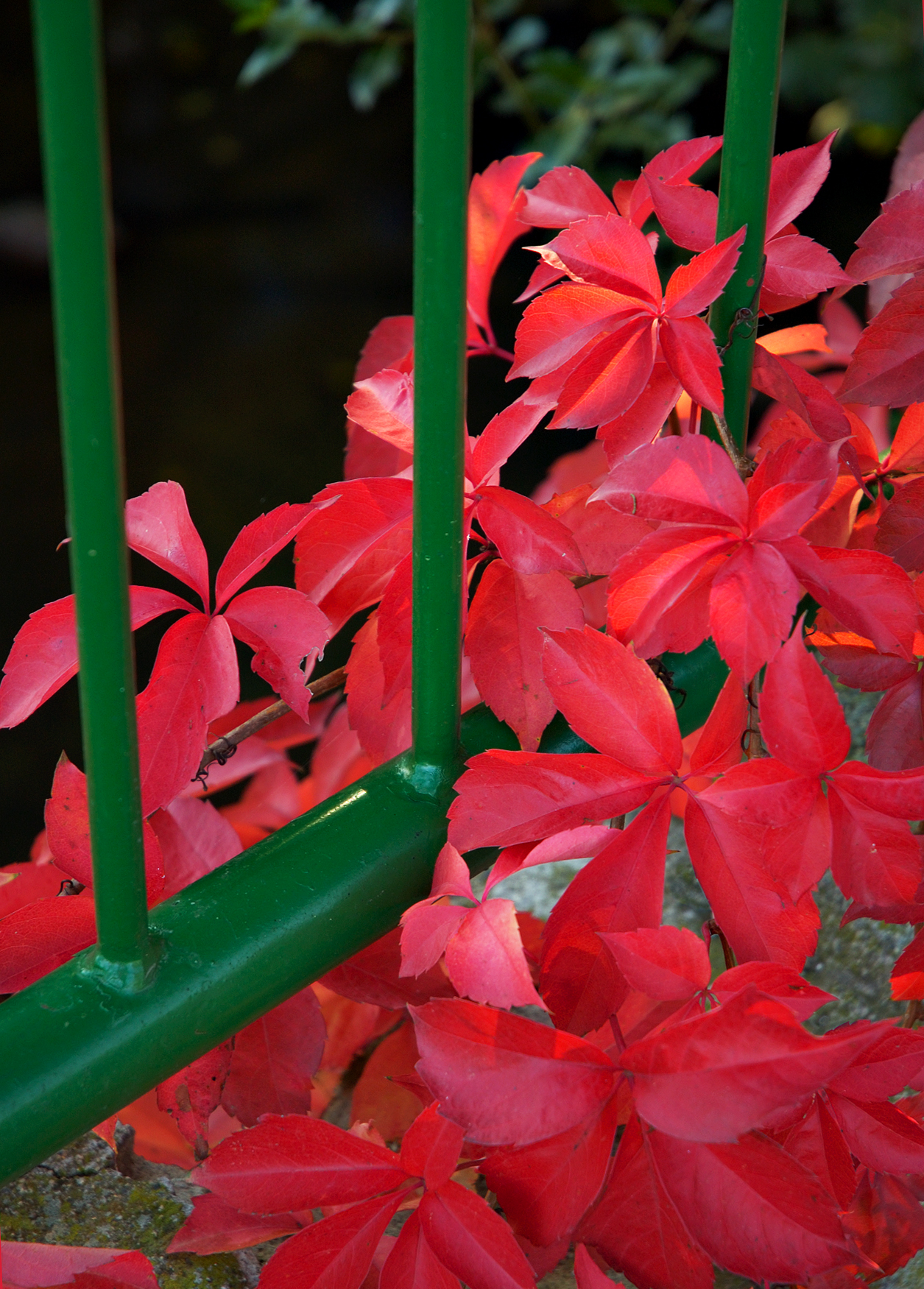
Coloração outonal